# 신성재
신성재(1997년 1월 27일 ~ )는 대한민국의 축구 선수이다. 포지션은 미드필더이다. 현재 K3리그 춘천시민축구단 소속이다.

## 클럽 경력
신성재는 2016시즌을 앞두고 FC 서울에 우선지명되면서 프로 커리어를 시작했다.
2020시즌을 앞두고 황기욱과 함께 한찬희와 트레이드되면서 K리그2의 전남 드래곤즈로 이적했다. 2020년 5월 16일에 열린 제주 유나이티드와의 리그 경기에서 프로 데뷔전을 치렀다.
2020년 여름 이적시장을 통해 K3리그의 목포시청으로 임대되었다.
2021시즌을 앞두고 FC 목포로 완전 이적했다.
2022시즌을 앞두고 청주 FC에 입단했다.